# Schloss Bayerhofen

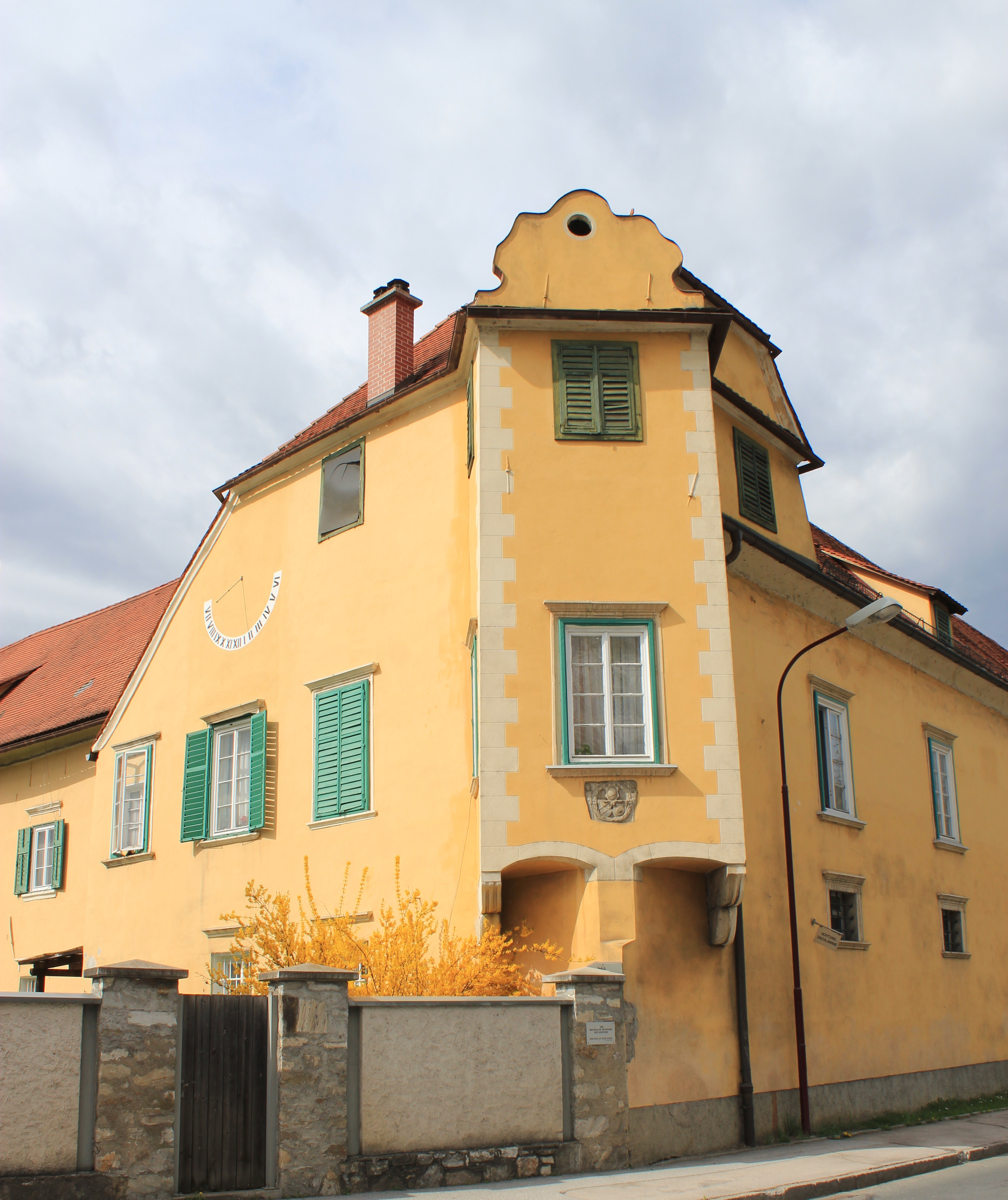
Schloss Bayerhofen (2011)

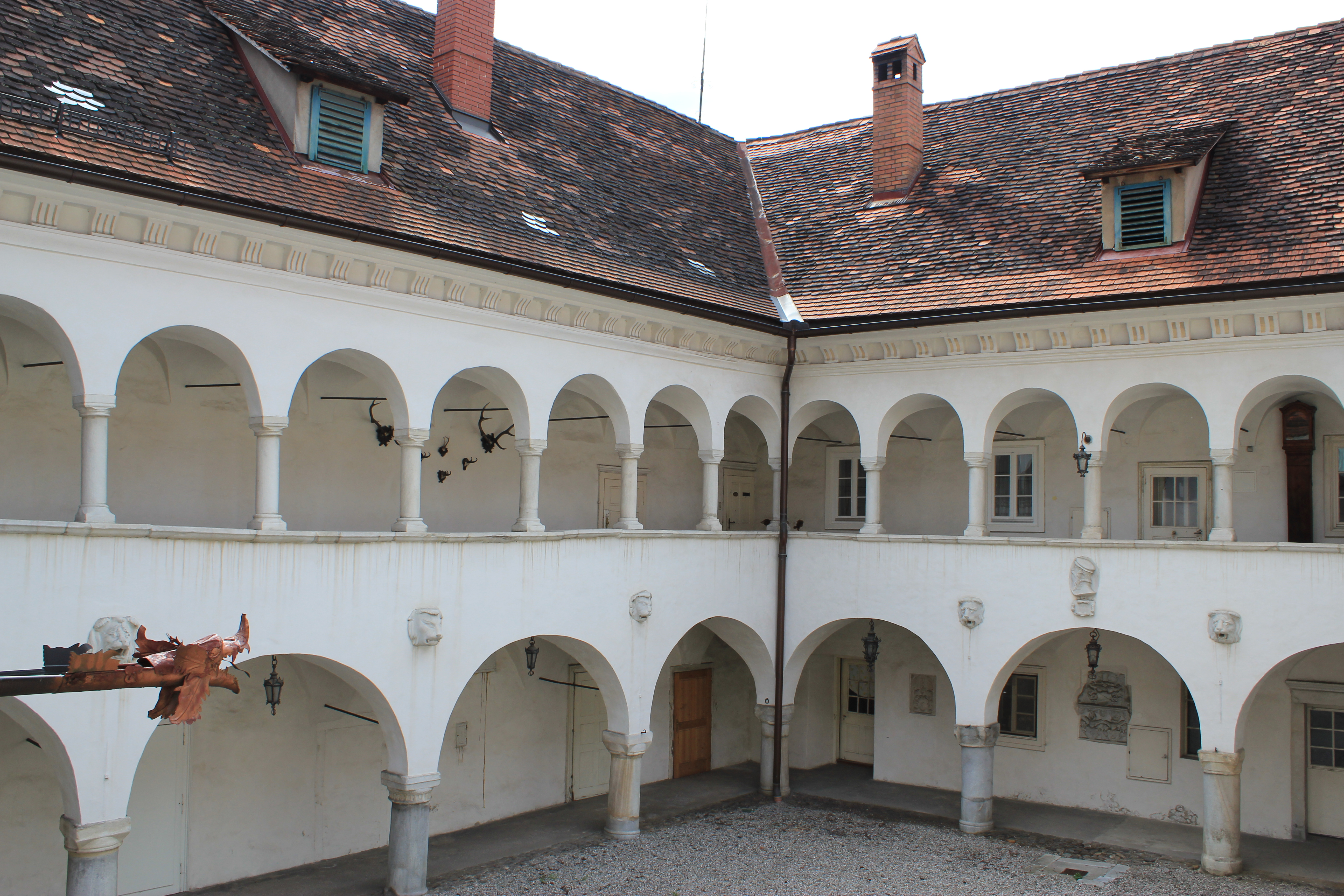
Innenhof

Das Schloss Bayerhofen erhebt sich am rechten Ufer der Lavant, etwas südlich des ehemals ummauerten Altstadtkerns von Wolfsberg in Kärnten. 

## Geschichte
Die erste Erwähnung des Schlosses in einer Urkunde aus dem Jahre 1239 nennt einen Chunrad der Payer als ersten Besitzer. Seine Familie besaß das Schloss bis in das Jahr 1539. Zur Zeit der Reformation war das Schloss ein Zentrum der Lehre Martin Luthers. Die heutige Form des Schlosses stammt aus dem 16. Jahrhundert. 1807 erwarb es Franz Xaver Schnerich, der Ältere. Bis zum Sommer 2019 befand sich Schloss Bayerhofen im Besitz der Familie Schnerich. Im August 2019 wurde das Schloss vom Legehennen Unternehmer Franz Tatschl aus Sankt Paul im Lavanttal erworben. 
Mitte 2006 wurde das Secco-Gemälde auf der Stirnseite des Schlosses übermalt.
Das Schloss dient heute als Wohngebäude. Der Arkadenhof kann besichtigt werden.

## Baubeschreibung
Das Schloss ist ein unregelmäßiger vierflügliger Bau mit einem großen Innenhof mit zweigeschoßigen, offenen Arkaden. Auffälligster Bauteil ist der dreigeschoßige Wohnstock an der Westfassade mit drei straßenseitigen Giebeln und parallelen Krüppelwalmdächern. Dieser Teil der Anlage beinhaltet wohl den ältesten, wahrscheinlich gotischen Teil des Schlosses.